# Jean-François-Toussaint de Lorgeril
Jean-François-Toussaint, comte de Lorgeril, né à Dinan le 6 novembre 1751 et mort à Parigny le 17 août 1825, est un officier de marine et homme politique français.

## Biographie
Issu de la famille de Lorgeril, Jean-François-Toussaint de Lorgeril est le Fils de Louis-François-Nicolas de Lorgeril de Chalonge, ancien lieutenant de vaisseau, et de Louise-Julienne de Saint-Germain de Parigny. Il sert dans la Marine royale. Il participe à la guerre d'indépendance des États-Unis et atteint le grade de capitaine de vaisseau. Il est chargé par le roi de reconduire en Amérique les ambassadeurs des États-Unis.[Quand ?][Lesquels ?]
Capturé durant la Terreur, il parvient à s'échapper.
À la Restauration, il est promu au grade de contre-amiral en 1815. Propriétaire à Parigny, et dévoué au gouvernement royal, il est élu le 22 août 1815, député de la Manche, au collège de département. Lorgeril siège dans la majorité de la Chambre introuvable.

## Sources et bibliographie
- « Jean, François, Toussaint DE LORGERIL », dans Adolphe Robert et Gaston Cougny, Dictionnaire des parlementaires français, Edgar Bourloton, 1889-1891 [détail de l’édition] [texte sur Sycomore]